# Dujardinascaris quadrii
Dujardinascaris quadrii is een rondwormensoort uit de familie van de Heterocheilidae. De wetenschappelijke naam van de soort is voor het eerst geldig gepubliceerd in 1976 door Zubari & Farooq.